# Сервильяно
Сервильяно (итал. Servigliano) —  коммуна в Италии, располагается в регионе Марке, в провинции Фермо.
Население составляет 2354 человека (2008 год), плотность населения составляет 128 чел./км². Занимает площадь 18 км². Почтовый индекс — 63029. Телефонный код — 0734.
Покровителем коммуны почитается святой апостол и евангелист Марк, празднование 25 апреля.

## Демография
Динамика населения:

## Администрация коммуны
- Официальный сайт: http://www.serviglianoonline.it/